# Hoge Vaart
Le Hoge Vaart est un canal dans le Flevoland, entre le Ketelmeer et le Markermeer où il se termine à Almere avec la Station de pompage Blocq van Kuffeler.